# يو إس إس إنتربرايز (NCC-1701)
يو إس إس إنتربرايز (NCC-1701) هي مركبة فضائية ظهرت في سلسلة ستار تريك. تعد مكان التصوير الرئيسي في مسلسل ستار تريك: السلسلة الأصلية.تحت قيادة الكابتن جيمس كيرك . تحمل إنتربرايز طاقمها في مهمة "لاستكشاف عوالم غريبة وجديدة؛ للبحث عن حياة جديدة وحضارات جديدة؛ للذهاب بجرأة إلى حيث لم يذهب أحد من قبل."